# Olivier Corpet
Olivier Corpet, né le 4 septembre 1949 à Paris où il est mort le 6 octobre 2020, est un auteur, cofondateur puis directeur, durant vingt-quatre ans, de l'Institut mémoires de l'édition contemporaine (IMEC).

## Biographie

### Enfance et formation
Olivier, Pierre, Michel Corpet, dit Olivier Corpet, est né à Paris le 4 septembre 1949, ses parents sont Yves Corpet et Francine Bourgeois. Il est notamment l'arrière-petit-fils du critique musical Robert Brussel et de l'ingénieur et constructeur de locomotives Lucien Corpet (1846-1889) fondateur de l'entreprise à l'origine de la société Corpet-Louvet.
Le jeune Olivier Corpet entreprend des études dans le domaine de « l'économie et de la sociologie ». C'est à l'École des hautes études en sciences sociales (EHESS) qu'il prépare et soutient une « thèse en sciences sociales sur travaux », consacrée à la revue Arguments parue aux éditions de Minuit de 1956 à 1962.

### Autogestion à Ent'revues et Revue des revues
Devenu « ingénieur du CNRS », à l'Institut des textes et manuscrits modernes (CNRS/ENS, Paris), il commence sa carrière professionnelle « au début des années 1970 » à la revue Autogestion, dont l'objet était les « recherches historiques et théoriques sur l'autogestion ». Autour d'Yvon Bourdet, Henri Lefebvre, Daniel Guérin et Jean Duvignaud il se pratique une critique de la part dominante de la société pour laisser place à une « utopie concrète ». La participation d'Olivier Corpet évolue vers plus d'investissement et, en 1980, il modifie le titre avec l'ajout d'un « s », ce qui donne Autogestions, il assure la direction de la publication jusqu'en 1986, un an après le départ d'Yvon Bourdet qui s'est retiré à l'occasion de sa mise en retraite,.
En 1985, il « crée un groupe de recherche sur les revues » à la Maison des Sciences de l'homme Paris-Nord (MSH). Puis l'année suivante, en 1986, il participe activement à la création d'Ent'revues, association issue du groupe de recherche dont il participe à la direction avec Françoise Dufourney, André Chabin et Yves Chevrefils, et de la Revue des revues avec le soutien de Jean Gattégno.

### Institut Mémoires de l'édition contemporaine
En 1988, soutenu par Jack Lang et Christian Bourgois, mais aussi Antoine Gallimard et Claude Durand, Olivier Corpet, « spécialiste de l'histoire des revues » cofonde l'Institut Mémoires de l'édition contemporaine (IMEC) avec Pascal Fouché (historien de l'édition) et Jean-Pierre Dauphin (« en charge de la Bibliothèque de littérature française contemporaine à l'Université Paris-VIII »).

« Avec Olivier Corpet et Jean-Pierre Dauphin, nous avons créé l'Imec en 1988 et dès l'origine Olivier en a assumé la direction. Sans sa force de conviction, l'IMEC ne serait pas ce qu'il est aujourd'hui »

— Pascal Fouché.
.
La création de l'IMEC est officiellement annoncée par Jack Lang, le mercredi 24 mai 1989, dans le cadre de « mesures en faveur du livre ». Installé, au 25 de la rue de Lille, il y dispose de 350 m2. Son conseil d'administration, comprend notamment les trois fondateurs : Jean-Pierre Dauphin (président), Pascal Fouché (trésorier) et Olivier Corpet (administrateur et directeur).
En 1995 une rencontre entre Olivier Corpet, directeur de l'IMEC, et René Garrec, président de la Région Basse-Normandie offre une nouvelle chance de sauvegarde à l'Abbaye d'Ardenne « Le premier cherche un local pour caser ses kilomètres de rayonnages et le second un locataire, si possible prestigieux. Le courant passe entre les deux hommes, qui ne sont pas du même bord politique. ». Dès l'année suivante, le budget permettant la restauration des principaux bâtiments et leur aménagement pour leur nouvelle fonction au service de l'archivage et de la recherche est voté par le conseil régional.
En septembre 2013, Olivier Corpet démissionne de ses fonctions à l'IMEC pour des raisons de santé,, il confie la direction à Nathalie Léger et deux « historiques » de l'institution que sont Albert Dichy, directeur littéraire, et André Derval, directeur des collections

### Mort
Olivier Corpet meurt à Paris le 6 octobre 2020,.

## Publications
- Sous-titrage : classement alphabétique.
- Articles et ouvrages : classement par ordre chronologique croissant.

### Auteur

#### Récit personnel
- Pourquoi et comment, j'ai créé, puis dirigé l'IMEC pendant 25 années de 1988 à 2013 (Récit personnel), Paris, Saint-Germain-la-Blanche-Herbe / IMEC, 2014 (BNF 44271707, présentation en ligne, lire en ligne).

#### Texte majeur
- (avec Emmanuelle Lambert) Alain Robbe-Grillet le voyageur du nouveau roman : Chronologie illustrée, 1922-2002, Paris, IMEC, 2002, 124 p. (ISBN 2-908295-66-0, BNF 38838700).

#### Textes autres
- « Yvon Bourdet, Jean-Marie Brohm, Michel Dreyfus, et al., In: Que lire ? : bibliographie de la Révolution, Paris, E.D.I., 1975 », L'Homme et la société, nos 39-40,‎ 1976, p. 282-284 (lire en ligne).
- « Autogestion et rationalisme : Raisons instituantes et raisons instituées », Raison présente, no 49,‎ 1979, p. 33-48 (lire en ligne).
- avec Thierry Paquot, « Henri Lefebvre philosophe du quotidien », Le Monde,‎ 20 décembre 1982 (lire en ligne).
- avec Thierry Paquot, « Maximilien Rubel et l'agonie posthume de Karl Marx », Le Monde,‎ 11 avril 1983 (lire en ligne).
- « Éditorial », Revue des revues, no 1,‎ janvier 1986, p. 3-4 (ISSN 0980-2797, lire en ligne).
- « Éditorial », Revue des revues, no 2,‎ juin 1986, p. 3-4 (ISSN 0980-2797, lire en ligne).
- « L'Internationale des revues », Le Monde,‎ 27 juin 1986 (lire en ligne).
- « Éditorial », Revue des revues, no 3,‎ janvier 1987, p. 3-4 (ISSN 0980-2797, lire en ligne).
- « Éditorial », Revue des revues, no 6,‎ juin 1988, p. 3-4 (ISSN 0980-2797, lire en ligne).
- « Que vivent les revues  », Bulletin des bibliothèques de France (BBF), no 4,‎ 1988, p. 282-290 (ISSN 1292-8399, lire en ligne).
- « L’Institut mémoires de l’édition contemporaine : la politique de constitution des fonds », BBF, vol. 42, no 2,‎ mars 1997, p. 30–35 (lire en ligne).
- avec François Matheron, « Remarques sur les archives Althusser de l'IMEC », Genesis (Manuscrits-Recherche-Invention), no 22,‎ 2003, p. 185-187 (lire en ligne).
- propos recueillis par Philippe Artières, « Une archive et son lieu : l'Imec à l'Abbaye d'Ardenne », Société & Représentations, no 19,‎ 2005, p. 105-114 (ISSN 1262-2966, résumé, lire en ligne).
- avec Lydie Valero, « Les 30 ans de La Revue des revues », La Revue des revues, no 55,‎ 2016, p. 1-4 (lire en ligne).
- « La revue comme discours d’intervention : Entretien réalisé par Thomas Franck et Caroline Glorie, préparé avec l’aide d’Alain Loute et François Bordes », Cahiers du GRM, no 12,‎ 2017 (lire en ligne).

### Directeur de publication
- Max de Carvalho, André Chabin, Yves Chevrefils Desbiolles et Patrick Fréchet, 1er catalogue des revues culturelles [Texte imprimé], Paris, Ent'revues, 1991, 302 p., 24 cm (BNF 35483122).
- Max de Carvalho, André Chabin, Yves Chevrefils Desbiolles et Patrick Fréchet, 2e catalogue des revues culturelles [Texte imprimé], Paris, Ent'revues, 1992, 476 p., 24 cm (BNF 35537750).
- Institut Mémoires de l'édition contemporaine (France), Répertoire des collections 2006 [Texte imprimé] : auteurs, maisons d'éditions, éditeurs et métiers du livre, revues et presse, institutions et associations / IMEC, Institut Mémoires de l'édition contemporaine, Paris, IMEC éd., 2006, 396 p., ill. en noir et en coul., fac-sim. ; 24 cm (BNF 40140247).
- Cariguel, Olivier (1972-....) (Publ. à l'occasion de l'exposition "Irène Némirovsky, «Il me semble parfois que je suis étrangère»", organisée par le Mémorial de la Shoah, l'IMEC et le Museum of Jewish heritage de New York, Paris, 13 octobre 2010-8 mars 2011.), Panorama des revues littéraires sous l'Occupation [Texte imprimé] : juillet 1940-août 1944 / Olivier Cariguel, Paris, IMEC éd., 2007, 603 p., 24 cm (BNF 40999211).
- Irène Némirovsky, Mémorial de la Shoah (Paris), Institut Mémoires de l'édition contemporaine (France) et Museum of jewish heritage (New York, N.Y.), Irène Némirovsky [Texte imprimé] : un destin en images, Paris, Denoël / IMEC éd., 2010, 144 p., ill. en noir et en coul., couv. ill. ; 24 cm (BNF 42328232).
- Lorraine Audric, Christian Caujolle, Élisabeth Perolini et et al. ([direction catalogue avec Catherine Thieck]), Gisèle Freund, l'oeil frontière [Texte imprimé] : Paris 1933-1940 : [exposition, Paris, Fondation Pierre Bergé-Yves Saint Laurent, 14 octobre 2011-29 janvier 2012] / [organisée en collaboration avec l'Institut Mémoires de l'édition contemporaine], Paris, RMN-Grand Palais ; Saint-Germain-la-Blanche-Herbe : IMEC éd., 2011, 222 p., nombreuses ill. en noir et en coul., fac-sim., couv. ill. ; 26 cm (BNF 42521296).

### Éditeur scientifique
- Maurice Caillard et Charles Forot (avant-propos, notice bibliogr. et index avec Patrick Fréchet), Les revues d'avant-garde (Enquête), Paris, Ent'revues, 1990, 225 p., 22 cm (BNF 35097450).
- Althusser, Louis (1918-1990) (éd. établie et présentée avec Yann Moulier-Boutang), L'avenir dure longtemps [Texte imprimé] ; suivi de Les faits, Paris, Stock : IMEC, 1992, 355 p., fac-sim., couv. ill. ; 23 cm (BNF 35510922).
- Althusser, Louis (1918-1990) (éd. établie et présentée avec Yann Moulier-Boutang), Stalag XA, 1940-1945 : carnets, correspondances, textes / Louis Althusser, Paris, Stock : IMEC, 1992, 355 p., fac-sim., couv. ill. ; 23 cm (BNF 35528950).
- Althusser, Louis (1918-1990) (textes réunis et présentés avec François Matheron), Écrits sur la psychanalyse [Texte imprimé] : Freud et Lacan / Louis Althusser, Paris, Stock : IMEC, 1993, 309 p., couv. ill. ; 23 cm (BNF 36666814).
- Kateb, Yacine (1929-1989) (textes réunis et présentés avec Albert Dichy.), éclats de mémoire [Texte imprimé], Paris, IMEC, 1994, 78 p., ill., couv. ill. ; 24 cm (BNF 35704771).
- Ent'revues, André Chabin, Yves Chevrefils Desbiolles, Françoise Dufournet et Patrick Fréchet ([direction scientifique]), 3e catalogue des revues culturelles [Texte imprimé], vol. 1, Paris, Ent'revues, 1995, 3e éd., 568 p., 24 x 21 cm (BNF 37480160).
- Althusser, Louis (1918-1990) (éd. établie et présentée avec François Matheron), Psychanalyse et sciences humaines [Texte imprimé] : deux conférences (1963-1964), Paris, Librairie générale française, 1996, 121 p., couv. ill. en coul. ; 18 cm 24 x 21 cm (BNF 35851243).
- L'espace de la langue [Texte imprimé] : Beyrouth-Paris : colloque / [organisé par l'] IMEC [et le] Centre Pompidou ([publ.] sous la dir. avec Marianne Alphant, ... (Note(s) : IMEC = Institut Mémoires de l'édition contemporaine. - Publ. à la suite des deux rencontres organisées en mars 1999 "L'amour de la langue", à Beyrouth et "Le français à l'épreuve du cosmopolitisme", à Paris. - Notes bibliogr.)), Paris, Éd. du Centre Georges Pompidou : Éd. de l'IMEC, 2000, 158 p., couv. ill. ; 21 cm (BNF 37656206).
- Robbe-Grillet, Alain (1922-2008) (choisis et présentés ; avec la collab. d'Émmanuelle Lambert), Le voyageur [Texte imprimé] : textes, causeries et entretiens : 1947-2001 / Alain Robbe-Grillet, Paris, Christian Bourgois éditeur, 2001, 550 p., couv. ill. en coul. ; 24 cm (BNF 37696070).
- [Exposition. Saint-Germain-la-Blanche-Herbe. 2004] : Archives des années noires [Texte imprimé] : artistes, écrivains et éditeurs : [exposition, Saint-Germain-la-Blanche-Herbe, Calvados, Grange aux dîmes de l'abbaye d'Ardenne, 26 juin-12 septembre 2004] / [conçue et réalisée par l'Institut Mémoires de l'édition contemporaine] (documents réunis et présentés avec Claire Paulhan ; préf. de Jérôme Prieur), Paris, Saint-Germain-la-Blanche-Herbe : Institut Mémoires de l'édition contemporaine ; [Paris] : diff. Seuil, coll. « Empreintes / Institut Mémoires de l'édition contemporaine », 2004, 142 p., ill. en noir et en coul., couv. ill. ; 28 cm (BNF 39922932).
- Dotremont, Christian (1922-1979) (Textes et illustrations réunis et présentés avec Emmanuelle Lambert), Christian Dotremont [Texte imprimé] : 1922-1979, s.l., s.n., 2005, 111 p., nombreuses ill. en noir et en coul., couv. ill. ; 28 cm (BNF 40140266).
- Duras, Marguerite (1914-1996) (édition établie avec Sophie Bogaert), Cahiers de la guerre et autres textes [Texte imprimé] / Marguerite Duras, Paris, POL ; [Saint-Germain-la-Blanche-Herbe], 2006, 446 p., ill., jaquette ill. ; 21 cm (BNF 40245363).
- Althusser, Louis (1918-1990) (Nouvelle éd. augmentée [de nombreux textes inédits] / présentée avec Yann Moulier-Boutang), L'avenir dure longtemps [Texte imprimé] ; suivi de Les faits : [autobiographies] / Louis Althusser, Paris, Stock, 2007, 573 p., couv. ill. ; 23 cm (BNF 40967482).
- [Exposition. New York, New York public library. 2009] Archives de la vie littéraire sous l'Occupation [Texte imprimé] : à travers le désastre ([réunies et légendées avec] Robert O. Paxton et Claire Paulhan (Note(s) : Publ. à l'occasion de l'exposition présentée à la New York Public Library, avril-juillet 2009. - Bibliogr. p. 432. Index)), Paris, Tallandier ; [Saint-Germain-la-Blanche-Herbe] : IMEC, 2009, 446 p., ill. en noir et en coul. ; 25 cm (BNF 42058179).
- Althusser, Louis (1918-1990) (édition établie et présentée ; préface de Bernard-Henri Lévy), Lettres à Hélène [Texte imprimé] : 1947-1980 / Louis Althusser, Paris, B. Grasset : IMEC, 2011, 710 p., [16] p. de pl.) : ill., fac-sim., jaquette ill. ; 21 cm (BNF 42441875).
- Althusser, Louis (1918-1990) (édition présentée par Olivier avec Yann Moulier-Boutang), L'avenir dure longtemps [Texte imprimé] : [autobiographie] ; suivi de Les faits / Louis Althusser, Paris, Flammarion, 2013, 574 p., couv. ill. ; 18 cm (BNF 43603558).
- Althusser, Louis (1918-1990) (textes choisis et présentés par Olivier Corpet ; avec la collaboration de Yann Moulier-Boutang), Des rêves d'angoisse sans fin [Texte imprimé] : récits de rêves : 1941-1967 ; suivi de Un meurtre à deux : 1985 / Louis Althusser, Paris, Grasset - IMEC, 2015, 213 p., ill. ; 21 cm (BNF 44416937).

### Préfacier
- Astruc, Gabriel (1864-1938) (Nouv. éd. augm.), Le Pavillon des fantômes [Texte imprimé] : souvenirs / Gabriel Astruc, Paris, Mémoire du livre, 2003, 473 p., couv. ill. ; 23 cm (BNF 39099601).
- Astruc, Gabriel (1864-1938) (Gabriel Astruc, un prodigieux animateur / par Myriam Chimènes), Mes scandales [Texte imprimé] / Gabriel Astruc, Paris, C. Paulhan,, 2013, 159 p., ill. en noir et en coul. ; 17 cm (BNF 43752711).
- Lévy, Bernard-Henri (1948-....), Bernard-Henri Lévy [Texte imprimé], Paris, IMEC éditeur : "Artpress", 2014, 111 p., 18 cm (BNF 44233341).

## Distinctions
- Officier de l'ordre des Arts et des Lettres : 20 septembre 2013, décoration remise par Jack Lang[17].
- Chevalier de la Légion d'honneur : 30 décembre 2016[2].